# 讽刺与幽默
《讽刺与幽默》是中华人民共和国的一份周报，由人民日报社主管，环球时报社主办。《讽刺与幽默》也是中国大陆创刊最早的漫画报纸，是迄今中国大陆持续时间最长的漫画刊物。
《讽刺与幽默》创刊于1979年1月20日，原为《人民日报》漫画增刊。2015年1月5日划转《环球时报》管理。创刊时半月刊，后改为周刊，每周五发行。报纸内容以漫画为主，也会刊登一些相关文章。